# Distretto di Liangyuan
Il distretto di Liangyuan (梁园区S, Liángyuán QūP) è un distretto della Cina, situato nella provincia di Henan e amministrato dalla prefettura di Shangqiu.